# Isaak Shvarts
Isaac Iosifovich Schwartz o Isaak Shvarts acorde la grafía rusa (Исаак Иосифович Шварц en ruso) (n. 13 de mayo de 1923 en Romny, Sumy - f. 27 de diciembre de 2009 en Siverskiy, Leningrado) fue un compositor de cine ucraniano.

## Biografía

### Primeros años
En 1930 se trasladaría junto a su familia a Leningrado (actual San Petersburgo) donde aprendería a tocar el piano. Su primer concierto fue en 1935 en la Orquesta Filarmónica de Leningrado.
Su padre, profesor de arqueología en la Universidad Estatal fue víctima de la Gran Purga tras su arresto en 1936 y posterior ejecución dos años después. En cuanto al resto de su familia, fueron forzados a exiliarse a Kirguistán. En Frunze volvería a retomar sus clases al mismo tiempo que empezaría a acompañar con música las películas mudas de la época.

### Inicios
Durante la II Guerra Mundial dirigió una de las secciones del Coro del Ejército Rojo. En aquellos años conoció a la hermana del compositor Dmitri Shostakovich, quien le ayudaría a acceder en el Conservatorio Rimski-Kórsakov donde obtuvo un diploma en 1951.
En 1955 se unió a la Unión de Compositores Soviéticos. Poco después descubriría que su mentor le estuvo cobrando la enseñanza, sin embargo se negó a denunciarle a pesar de la dimisión de Shostakovich.

### Principales composiciones
A lo largo de su carrera, ha compuesto la banda sonora de más de un centenar de películas. Entre sus obras más destacadas se encuentran producciones como Nash korrespondent en 1959. Otros títulos de renombre son Sol blanco del desierto en 1969 y Zvezda plenitelnogo schastya de 1975. En 1975 obtuvo reconocimiento internacional tras componer la música del film Dersu Uzala bajo la dirección de Akira Kurosawa. En 1992 obtuvo el Premio Nika de la Academia Rusa de Cinematografía y Ciencias por sus temas en Belyi korol, krasnaya koroleva y Luna park.
También ha colaborado en composiciones teatrales y de ballet.

### Fallecimiento
Falleció en su casa de Siverskiy, Leningrado el 27 de diciembre de 2009 mientras descansaba después del trabajo. Tenía 86 años de edad. El 30 de diciembre fue enterrado en el cementerio Volkovo de San Petersburgo.